# Trapezica
Trapezica (bolgarsko Трапезица) je srednjeveška trdnjava na istoimenskem hribu v mestu Veliko Trnovo v severni Bolgariji. Po mnenju nekaterih zgodovinarjev je bila to prva palača Ivana Asena I.

## Geografija
Trapezica stoji na hribu, okoli katerega se vije reka Jantra. Dviga se okoli 81 metrov nad gladino reke. Zaradi strmih pečin je kraj težko dostopen. Varovano območje meri približno 470 × 300 metrov, s podolgovatim delom obrnjenim v smeri sever–jug. Največja površina utrdbe je približno 66,2 hektarja.

## Ime
Ime Trapezica naj bi izhajalo iz besede trpeza (miza) ali iz trapeza, kot je oblika planote. Najverjetneje pa izvira iz besede trapeziti – poimenovanje za vojake čuvaje prelazov, ki so bili prvi naseljenci na griču v srednjem veku.

## Zgodovina
Prvo utrjeno naselje, zgrajeno na hribu, je iz pozne bakrene dobe (4200–4000 pr. n. št.).
V bronasti dobi (13.–12. stoletja pr. n. št.) in starejši železni dobi (11.–7. stoletja pr. n. št.) je bilo na hribu tračansko naselje.
Kraj je bil utrjen v času Rimljanov (od 1. do 5. stoletja našega štetja). Rimljanom so sledili Bizantinci. Na Trapezici so našli osemnajst bolgarskih cerkva, ki so jih uporabljali v času drugega bolgarskega cesarstva.
Prve sledi srednjeveškega obrambnega sistema na Trapezici segajo v 60-80-ta 12. stoletja Glavne utrdbe so bile zgrajene v 13. in 14. stoletju, v času drugega bolgarskega cesarstva. Nato je Trnovo postalo glavno mesto Bolgarije, Trapezica pa je bila druga najpomembnejša citadela mesta, takoj za Carevecom.
Leta 1195 je car Ivan Asen I. prenesel relikvije svetega Ivana Rilskega v cerkev, zgrajeno na hribu Trapezica. Okoli nje so zgradili samostan, ki nosi ime svetnika. Car Kalojan je prenesel relikvije sv. Gabriela Lesnovskega v cerkev »Sv. Apostoli na Trapezici«.
Trdnjava se v srednjeveških bolgarskih in bizantinskih biografijah sv. Janeza Rilskega, vključno s tistimi, ki jih je napisal sv. patriarh Evtimij, v Uporabni biografiji Gabriela Lesnowskega in v številnih prispevkih o knjigah o preporodu, imenuje trdnjava Slavno mesto Trapezica.
Na hribu Trapezica so bili domovi plemenitih Bolgarov - bojarjev in številne cerkve.

## Arhitektura
Hrib je obdan z debelim trdnjavskim zidom iz lomljenca. Njegova višina je dosegla 6 metrov. V trdnjavo se je vstopalo skozi štiri vhode. Glavni vhod v Trapezico je bil na jugovzhodni strani in je bil povezan s Carevecom z mostom čez reko Jantra nasproti cerkve Svetih štiridesetih mučencev.
Cerkve v Trapezici so bile bogato okrašene z različnimi arhitekturnimi oblikami: pilastri, niše, slepi loki, barvne plošče in večbarvne glinene okrogle ali štirilistne plošče, glazirane zelene ali rumene barve, razporejene v eni ali več ločnih vrstah. Njeno notranjo dekoracijo so kazali mozaiki in freske. Najzgodnejša cerkev v Trapezici je cerkev št. 16, ki izvira iz konca 10. - začetka 11. stoletja. Iz časa Asenevci je cerkev št. 5, ki je edina z mozaično dekoracijo. Cerkve s številkami 2, 7 in 14 so znane kot »nagrobne cerkve« zaradi odkritih grobišč v njih. V cerkvi 2 so našli kamnito ploščo z upodobitvijo nadangela Mihaela, ki naj bi bila cerkev svetih apostolov. Cerkve s številkami 6, 11, 13, 14 imenujemo kraljevske cerkve zaradi kraljevih likov, ki jih najdemo v njih na freskah. Ob stenah cerkve št. 18 so bili najdeni sedeži in umivalniki.

## Odkritje
Takoj po osvoboditvi Bolgarije med začasno rusko vladavino je Marin Drinov, profesor na univerzi v Harkovu in pooblaščenec za šolstvo v svobodni Bolgariji, skupaj z dr. Vasilom Beronom, predsednikom Arheološkega društva Tarnovo, opravil prva izkopavanja na Trapezici. Temelji 17 cerkva in drugih stavb so bili odkriti med izkopavanji (1879-1884), ki jih je izvajalo Arheološko društvo v Trnovem, kot tudi med izkopavanji leta 1900, ki jih je izvedel francoski arheolog Georges Sor. Šele danes se izvajajo obsežna sistematična arheološka izkopavanja Trapezice.
Med letoma 2008 in 2015 so na Trapezici potekala nova izkopavanja. V istem obdobju je bil obnovljen južni stolp in rekonstruirane nekatere cerkve.